# Speed Wild
Speed Wild è un film muto del 1925 diretto da Harry Garson. La sceneggiatura di Frank S. Beresford si basa su un soggetto di H.H. Van Loan. Prodotto dalla Harry Garson Productions, il film aveva come interpreti Lefty Flynn ed Ethel Shannon.

## Trama

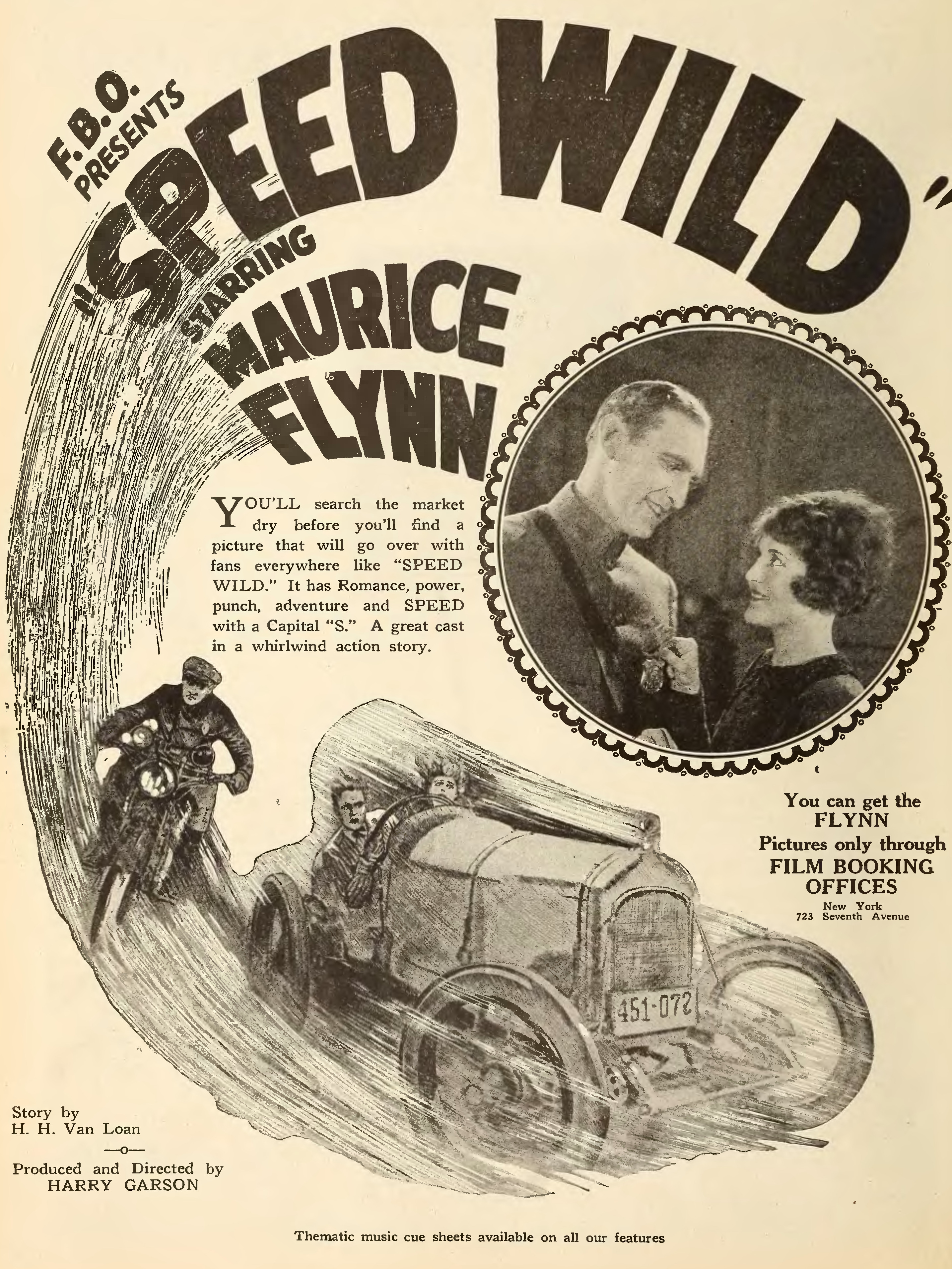
Speed Wild, 1925

Amante della velocità e appassionato di corse, Jack Ames entra in polizia come ufficiale motociclista. Il suo primo incarico è quello di indagare su un traffico di esseri umani che riguarda le spose cinesi negli Stati Uniti. Jack salva da un incidente d'auto Mary Bryant e, innamorato di lei, le promette di cercare di rimettere in riga suo fratello Charles, che risulta implicato con i trafficanti. Ma anche il capo della banda, Wendell Martin, è innamorato della ragazza e riesce ad attirarla a bordo del suo yacht dicendole che vi troverà prigioniero suo fratello. Jack, alle prese con i banditi, è costretto a discendere una scogliera in moto. Venendo a sapere che Mary è in pericolo, corre in suo aiuto, tenendo a banda i criminali fino all'arrivo della polizia.

## Produzione
Il film fu prodotto dalla Harry Garson Productions. Le riprese durarono fino a marzo 1925.

## Distribuzione
Il copyright del film, richiesto dalla R-C Pictures Corp., fu registrato il 10 maggio 1925 con il numero LP21521. Distribuito dalla Film Booking Offices of America, il film uscì nello stesso giorno nelle sale statunitensi, ottenendo generalmente una buona accoglienza, con diversi critici che evidenziarono la prestazione del comico afroamericano Raymond Turner.
In Danimarca, intitolato Landevejsdæmonen, fu distribuito il 25 ottobre 1926. In Brasile, il film prese il titolo Esposas por Encomenda.
Non si conoscono copie ancora esistenti della pellicola che viene considerata presumibilmente perduta.